# Lijst van burgemeesters van Delfshaven
Dit is een lijst van burgemeesters van de voormalige Nederlandse gemeente Delfshaven tot die in 1886 opging in de gemeente Rotterdam.
| Ambtsperiode | Naam burgemeester            | Partij of stroming | Bijzonderheden                              |
| ------------ | ---------------------------- | ------------------ | ------------------------------------------- |
| 1811 - 1834  | Jan Kruyff                   |                    | tot 1825 maire/schout                       |
| 1835 - 1840  | Bernard Godfried Gijsing     |                    |                                             |
| 1841 - 1854  | Pieter van der Hilst         |                    |                                             |
| 1854 - 1866  | Leendert Adrianus Bruijn     |                    |                                             |
| 1866 - 1870  | Johan Wilhelm Rösener Manz   |                    | eerder burgemeester van Oudshoorn           |
| 1870 - 1879  | Gerhardus Bastianus van Duyl |                    |                                             |
| 1879 - 1886  | jhr. Frédéric van Citters    |                    | eerder burgemeester van Rhoon en Bodegraven |